# 64. National Hockey League All-Star Game
Das 64. National Hockey League All-Star Game fand am 26. Januar 2019 im SAP Center in San José im US-Bundesstaat Kalifornien statt. Gastgeber waren die San Jose Sharks, die das All-Star Game somit zum zweiten Mal nach 1997 austrugen. Das Team der Metropolitan Division gewann das im Turnierformat ausgetragene All-Star Game und stellte darüber hinaus in Person von Sidney Crosby den wertvollsten Spieler.

## Modus
Im Vorfeld des NHL All-Star Games wurden vier Mannschaften gebildet, die jeweils nur aus Spielern einer Division bestehen. Dabei wurde zuerst jeweils ein Spieler jeder Division mittels einer Fan-Abstimmung ausgewählt, der zugleich als Mannschaftskapitän fungiert. In dieser Abstimmung setzten sich Auston Matthews, Alexander Owetschkin, Nathan MacKinnon und Connor McDavid durch, wobei Alexander Owetschkin jedoch bereits wenige Tage später verkündete, in diesem Jahr nicht am All-Star Game teilzunehmen. Darüber hinaus wurde in diesem Jahr eine weitere Abstimmung eingeführt, in der die Fans unter dem Motto „Last Man In“ einen weiteren, „letzten“ Spieler pro Division ins All-Star Game wählen konnten. In dieser Wahl erhielten Jeff Skinner, Kris Letang, Gabriel Landeskog und Leon Draisaitl die meisten Stimmen der Fans, während die übrigen teilnehmenden Akteure bereits am 2. Januar von der NHL verkündet wurden. Demzufolge stellte jede Division einen elf Mann starken Kader, wobei jedes der 31 Franchises mit mindestens einem Akteur vertreten sein sollte; Montréal stellte im Endeffekt verletzungsbedingt keinen Spieler. Als Teamchefs wurden automatisch die Trainer nominiert, die mit ihren Mannschaften den besten Punkteschnitt in der jeweiligen Division aufwiesen (Stichtag 5. Januar 2019).
Wie im Vorjahr traten in den zwei Halbfinals die jeweiligen Divisionen einer Conference gegeneinander an und ermittelten so die beiden Finalteilnehmer. Jedes der drei Spiele wurde dabei im 3-gegen-3-Modus über jeweils 20 Minuten Spielzeit ausgetragen. Hätte es nach regulärer Spielzeit unentschieden gestanden, wäre direkt ein Shootout gefolgt.
Wie bereits in den Austragungen zuvor wurde auch dieses Jahr am Tag vor dem eigentlichen All-Star Game die NHL All-Star Skills Competition veranstaltet, bei der die Spieler in einzelnen Wettbewerben gegeneinander antreten.

## Mannschaften
Abkürzungen:
Nat. = Nationalität; Pos. = Position mit C = Center, LW = linker Flügel, RW = rechter Flügel, D = Verteidiger, G = Torwart
Legende:
* – Spieler, die nachträglich als Ersatz nominiert wurden
(R) – Rookies
| #           | Nat.               | Spieler             | Pos. | Team                |
| Torhüter    |                    |                     |      |                     |
| 35          | Vereinigte Staaten | Jimmy Howard        | G    | Detroit Red Wings   |
| 88          | Russland           | Andrei Wassilewski* | G    | Tampa Bay Lightning |
| Verteidiger |                    |                     |      |                     |
| 3           | Vereinigte Staaten | Keith Yandle        | D    | Florida Panthers    |
| 72          | Kanada             | Thomas Chabot       | D    | Ottawa Senators     |
| Angreifer   |                    |                     |      |                     |
| 9           | Vereinigte Staaten | Jack Eichel         | C    | Buffalo Sabres      |
| 34          | Vereinigte Staaten | Auston Matthews – C | C    | Toronto Maple Leafs |
| 53          | Kanada             | Jeff Skinner        | LW   | Buffalo Sabres      |
| 86          | Russland           | Nikita Kutscherow   | RW   | Tampa Bay Lightning |
| 88          | Tschechien         | David Pastrňák      | RW   | Boston Bruins       |
| 91          | Kanada             | Steven Stamkos      | C    | Tampa Bay Lightning |
| 91          | Kanada             | John Tavares        | C    | Toronto Maple Leafs |

| #           | Nat.               | Spieler          | Pos. | Team                  |
| Torhüter    |                    |                  |      |                       |
| 30          | Schweden           | Henrik Lundqvist | G    | New York Rangers      |
| 70          | Kanada             | Braden Holtby    | G    | Washington Capitals   |
| Verteidiger |                    |                  |      |                       |
| 3           | Vereinigte Staaten | Seth Jones       | D    | Columbus Blue Jackets |
| 58          | Kanada             | Kris Letang      | D    | Pittsburgh Penguins   |
| 74          | Vereinigte Staaten | John Carlson     | D    | Washington Capitals   |
| Angreifer   |                    |                  |      |                       |
| 13          | Vereinigte Staaten | Cam Atkinson     | RW   | Columbus Blue Jackets |
| 13          | Kanada             | Mathew Barzal    | C    | New York Islanders    |
| 20          | Finnland           | Sebastian Aho    | C    | Carolina Hurricanes   |
| 21          | Vereinigte Staaten | Kyle Palmieri*   | RW   | New Jersey Devils     |
| 28          | Kanada             | Claude Giroux    | C    | Philadelphia Flyers   |
| 87          | Kanada             | Sidney Crosby    | C    | Pittsburgh Penguins   |

| #           | Nat.               | Spieler              | Pos. | Team                |
| Torhüter    |                    |                      |      |                     |
| 35          | Finnland           | Pekka Rinne          | G    | Nashville Predators |
| 40          | Kanada             | Devan Dubnyk         | G    | Minnesota Wild      |
| Verteidiger |                    |                      |      |                     |
| 4           | Finnland           | Miro Heiskanen (R)   | D    | Dallas Stars        |
| 59          | Schweiz            | Roman Josi           | D    | Nashville Predators |
| Angreifer   |                    |                      |      |                     |
| 26          | Vereinigte Staaten | Blake Wheeler        | RW   | Winnipeg Jets       |
| 29          | Kanada             | Nathan MacKinnon – C | C    | Colorado Avalanche  |
| 55          | Kanada             | Mark Scheifele       | C    | Winnipeg Jets       |
| 88          | Vereinigte Staaten | Patrick Kane         | RW   | Chicago Blackhawks  |
| 90          | Kanada             | Ryan O’Reilly        | C    | St. Louis Blues     |
| 92          | Schweden           | Gabriel Landeskog    | LW   | Colorado Avalanche  |
| 96          | Finnland           | Mikko Rantanen       | RW   | Colorado Avalanche  |

| #           | Nat.               | Spieler              | Pos. | Team                 |
| Torhüter    |                    |                      |      |                      |
| 29          | Kanada             | Marc-André Fleury    | G    | Vegas Golden Knights |
| 36          | Vereinigte Staaten | John Gibson          | G    | Anaheim Ducks        |
| Verteidiger |                    |                      |      |                      |
| 8           | Kanada             | Drew Doughty         | D    | Los Angeles Kings    |
| 65          | Schweden           | Erik Karlsson        | D    | San Jose Sharks      |
| 88          | Kanada             | Brent Burns          | D    | San Jose Sharks      |
| Angreifer   |                    |                      |      |                      |
| 8           | Vereinigte Staaten | Joe Pavelski         | C    | San Jose Sharks      |
| 9           | Vereinigte Staaten | Clayton Keller       | C    | Arizona Coyotes      |
| 13          | Vereinigte Staaten | Johnny Gaudreau      | LW   | Calgary Flames       |
| 29          | Deutschland        | Leon Draisaitl       | C    | Edmonton Oilers      |
| 40          | Schweden           | Elias Pettersson (R) | C    | Vancouver Canucks    |
| 97          | Kanada             | Connor McDavid – C   | C    | Edmonton Oilers      |

### Nachnominierte Spieler
Folgende Spieler wurden ursprünglich für das All-Star Game nominiert, nahmen in der Folge jedoch verletzungsbedingt nicht teil.
| Nat.   | Name        | Team                  | Pos. | Ersatz             |
| Kanada | Carey Price | Canadiens de Montréal | G    | Andrei Wassilewski |
| Kanada | Taylor Hall | New Jersey Devils     | LW   | Kyle Palmieri      |

## Spielplan
|  | Halbfinale            | Halbfinale |                  |                       | Finale | Finale |
|  |                       |            |                  |                       |        |        |
|  |                       |            |                  |                       |        |        |
|  | Central Division      | 10         |                  |                       |        |        |
|  | Pacific Division      | 4          |                  |                       |        |        |
|  |                       |            | Central Division | 5                     |        |        |
|  |                       |            |                  | Metropolitan Division | 10     |        |
|  | Atlantic Division     | 4          |                  |                       |        |        |
|  | Metropolitan Division | 7          |                  |                       |        |        |
|  |                       |            |                  |                       |        |        |

### Halbfinale
| 26. Januar 2019 17:00 Uhr (Ortszeit) | Team Central Mikko Rantanen (1:03) Gabriel Landeskog (1:33) Roman Josi (5:08) Patrick Kane (5:31) Mark Scheifele (6:39) Mikko Rantanen (7:50) Patrick Kane (8:11) Gabriel Landeskog (10:42) Ryan O’Reilly (12:30) Gabriel Landeskog (14:36) | 10:4 (7:1, 3:3) Spielbericht | Team Pacific Erik Karlsson (4:51) Johnny Gaudreau (14:47) Erik Karlsson (15:52) Brent Burns (16:02) | SAP Center, San José, Kalifornien Zuschauer: 17.562 |

| 26. Januar 2019 18:00 Uhr | Team Metropolitan Sidney Crosby (0:15) Seth Jones (1:56) Seth Jones (9:40) Sidney Crosby (13:37) Kris Letang (16:22) Sebastian Aho (18:08) Cam Atkinson (19:14) | 7:4 (3:2, 4:2) Spielbericht | Team Atlantic Jack Eichel (2:04) Steven Stamkos (3:13) Jeff Skinner (10:56) John Tavares (11:29) | SAP Center, San José, Kalifornien Zuschauer: 17.562 |

### Finale
| 26. Januar 2019 19:00 Uhr (Ortszeit) | Team Metropolitan Mathew Barzal (0:22) Claude Giroux (1:53) Kris Letang (3:40) Kyle Palmieri (8:16) Sidney Crosby (9:55) Sidney Crosby (14:02) Sebastian Aho (15:35) Cam Atkinson (15:43) Mathew Barzal (17:16) Cam Atkinson (19:08) | 10:5 (5:0, 5:5) Spielbericht | Team Central Gabriel Landeskog (11:15) Mikko Rantanen (13:25) Ryan O’Reilly (14:38) Mikko Rantanen (18:30) Blake Wheeler (18:50) | SAP Center, San José, Kalifornien Zuschauer: 17.562 |